# Castillo de Zamora

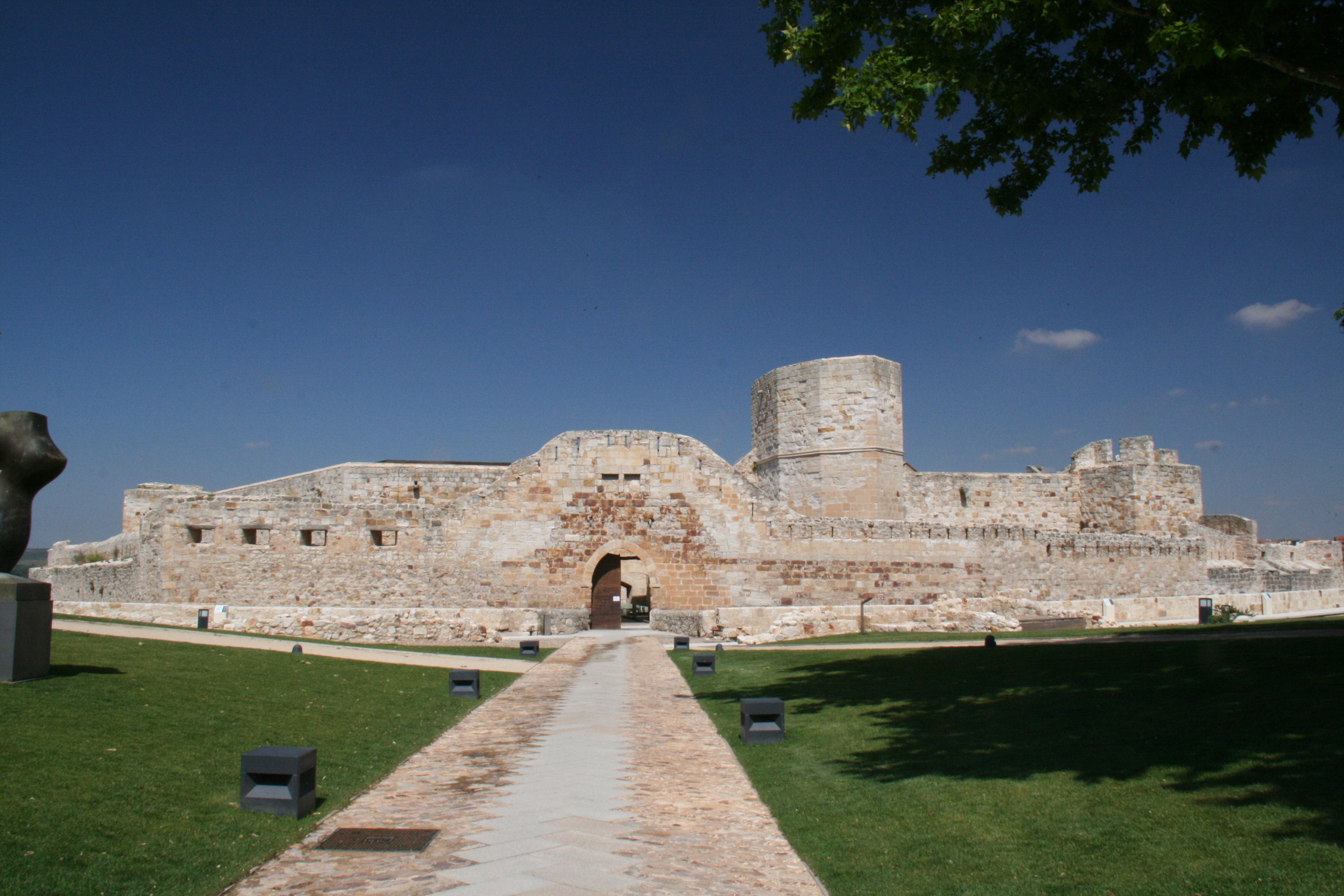
Castillo de Zamora

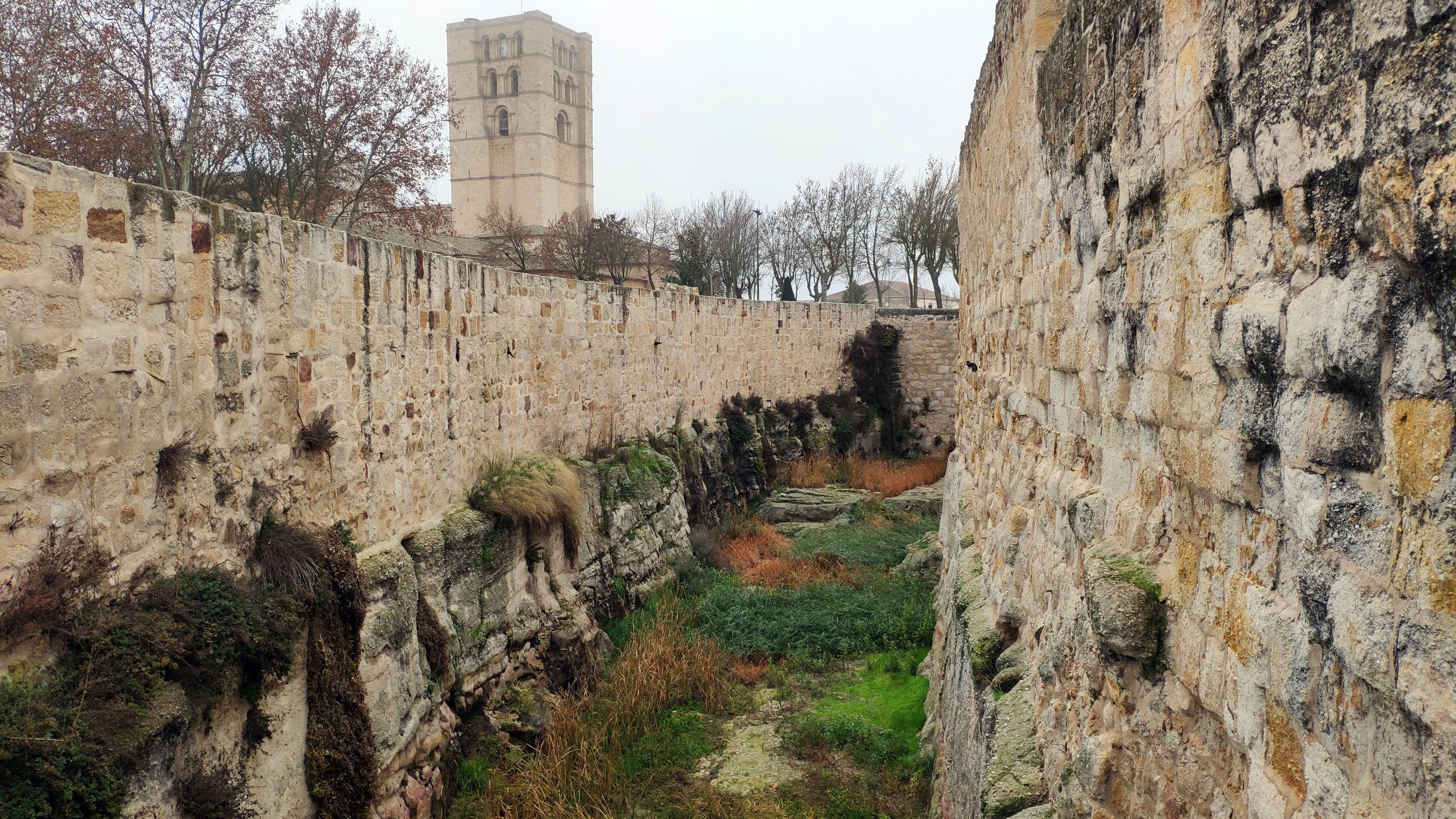
Wassergraben; im Hintergrund der Glockenturm der Kathedrale

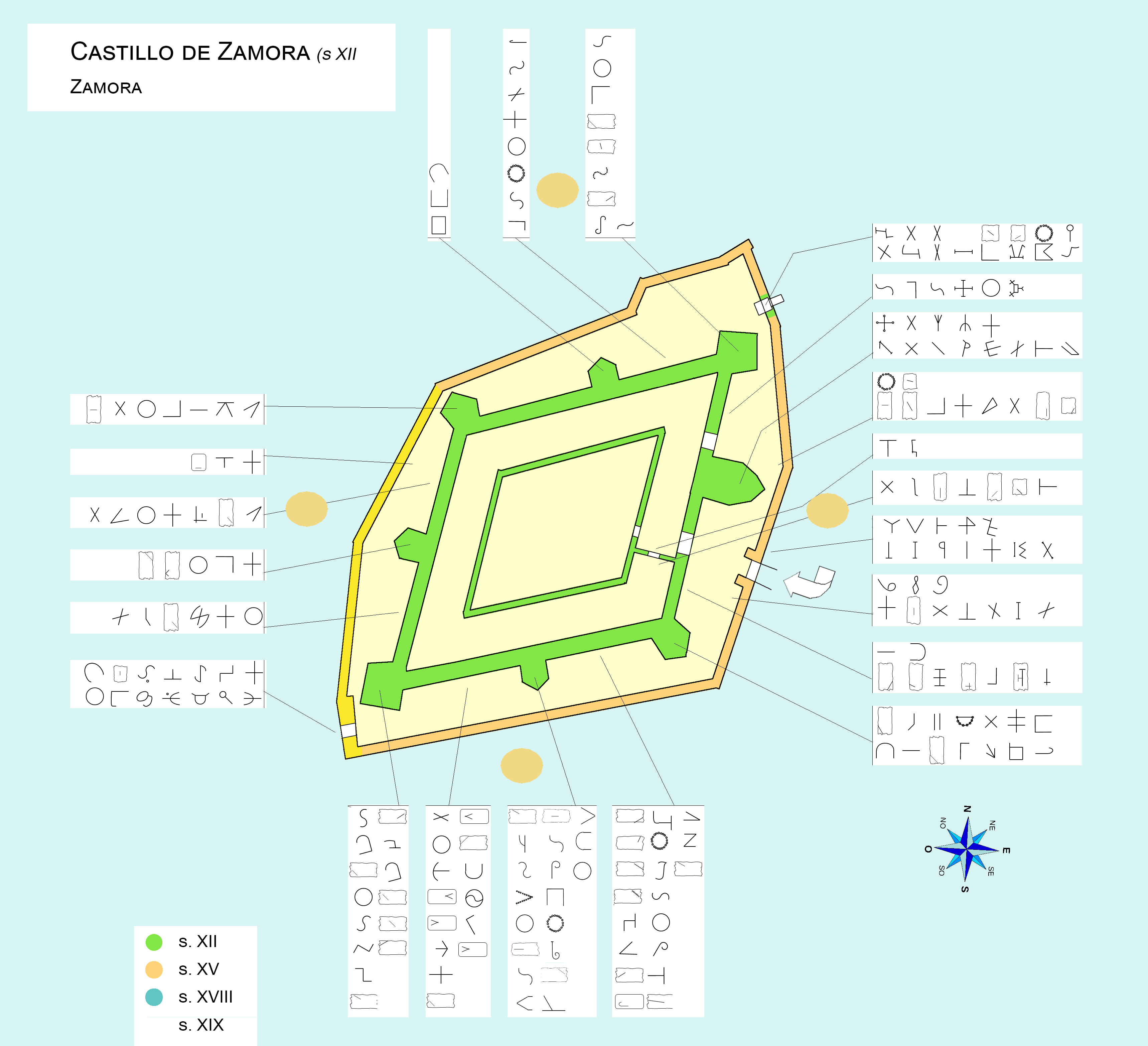
Grundriss und Steinmetzzeichen

Das Castillo de Zamora ist eine mittelalterliche Festungsanlage (castillo) am Westrand der nordwestspanischen Stadt Zamora. Seit dem Jahr 1930 gehört es zum Kulturerbe (Bien de Interés Cultural) Spaniens.

## Lage
Das Castillo de Zamora befindet sich ca. 250 m nördlich des Río Duero, der während der Reconquista im 11. und 12. Jahrhundert über lange Zeit die Grenze zwischen den Einflusssphären der Christen im Norden und der Mauren im Süden bildete. 

## Geschichte
Die auf einer leichten Anhöhe stehende und von einem Wassergraben (foso) umschlossene Festung mit ihrem originellen rautenförmigen Grundriss entstand wahrscheinlich um die Mitte des 11. Jahrhunderts unter dem König Ferdinand I. von León. Im 16. und frühen 18. Jahrhundert Zeit wurden der Innenhof sowie andere Teile der Anlage modernisiert.

## Architektur
Der für das Mittelalter absolut ungewöhnliche rautenförmige Grundriss findet sich sowohl im beinahe modern wirkenden Innenhof als auch in der von 8 polygonalen Türmen besetzten Außenmauer. Lediglich die Außenmauer des Wassergrabens weicht geringfügig von diesem Schema ab. Der zur Stadt hin orientierte Bergfried (Torre del Homenaje) ist in die aus exakt behauenen Werksteinen errichtete Außenmauer integriert und befindet sich rechts des Eingangs.